# Hanna Hammarström
Hanna Hammarström (Estocolmo, 4 de noviembre de 1829 - 1909) fue una inventora, ingeniera y empresaria sueca. Fue la primera persona en Suecia en producir cables de teléfono de manera comercial. Fabricó los cables para la primera red telefónica sueca y exportó cable a Finlandia.

## Trayectoria
Fue la hija de Christina Holmberg y del comerciante de algodón y seda Per Hammarström (m. 1868). Su padre quiso que todos sus hijos aprendieran una profesión, por lo que ella aprendió a fabricar varios tipos de adornos y ornamentos. Aunque los cables de teléfono ya estaban inventados, la forma de fabricarlos no se conocía en Suecia, por lo que la red telefónica sueca dependía de los fabricantes extranjeros. 
Hammarström logró desarrollar un método de fabricación de cables de teléfono a partir de su destreza en fabricar adornos hechos de cuerdas de metal. Comenzó su propia fábrica, y en 1883 se hizo cargo de la provisión de cables de teléfono a la compañía telefónica sueca. Tuvo el monopolio de la producción durante los años 1880 y 1890. En su fábrica en Estocolmo sólo empleó a mujeres, a las que entrenó personalmente. 

## Reconocimientos
En 1886, fue galardonada con el primer premio por su invención en una exposición de maquinaria en Estocolmo.